# Pasporta Servo

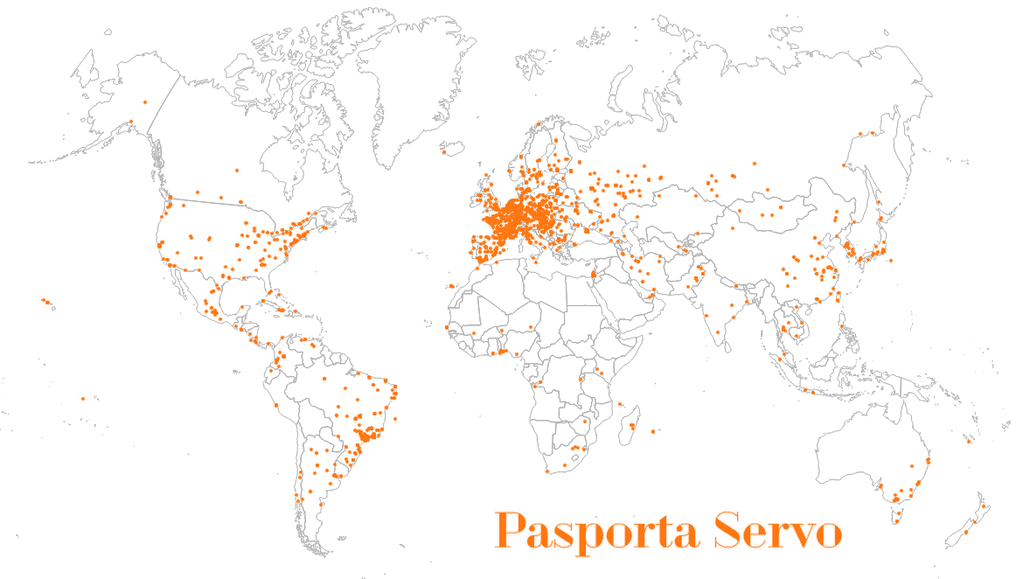
Gastgeber des Pasporta Servo im Jahr 2015.

Pasporta Servo („Passdienst“) ist ein Netzwerk von Menschen, welche Esperanto sprechen und bereit sind, anderen Esperantisten eine kostenlose Übernachtungsmöglichkeit zu bieten. Das Adressenverzeichnis wird von der Weltjugendorganisation der Esperantisten TEJO (= Tutmonda Esperantista Junulara Organizo) herausgegeben und jährlich aktualisiert: In der Ausgabe 2007 sind 1294 Gastgeber in 89 Ländern eingetragen; die meisten Gastgeber gibt es in Europa.
Jeder, der Esperanto spricht, kann dieses Gastfreundschaftsnetzwerk nutzen. In der Adressenliste informieren die Gastgeber über ihre Bedingungen: zum Beispiel, wie viele Gäste willkommen sind, wie lange sie bleiben dürfen oder ob sie ihren Besuch im Voraus ankündigen sollten. Die Gastgeber verlangen keine Miete, viele bieten neben dem Schlafplatz auch ein Frühstück oder Abendessen, einige auch gemeinsame Unternehmungen mit den Besuchern an. Gegenbesuche werden nicht vorausgesetzt.
Von den Gästen wird erwartet, die Bedingungen der Gastgeber zu akzeptieren (etwa „Nichtraucher“, „rechtzeitig vorher anmelden“ – die Regeln stehen meistens im Eintrag im Buch) und die Gastfreundschaft nicht zu missbrauchen. Weitere Voraussetzung ist, dass die Besucher im Besitz einer aktuellen Ausgabe der Gästeliste sind, da durch den Verkauf (Ausgabe 2010: je nach Buchdienst 9 bis 11 €) die Kosten für den Druck des Buches gedeckt werden. Wichtig ist, dass der Gast Esperanto spricht, da die Motivation der Gastgeber vor allem darin liegt, die Sprache mündlich zu gebrauchen.